# Hagge 7:6
Hagge 7:6 este o arie protejată (arie specială de conservare — SAC, sit de importanță comunitară — SCI) din Suedia întinsă pe o suprafață de 17,9 ha, integral pe uscat.

## Localizare
Centrul sitului Hagge 7:6 este situat la coordonatele 60°07′10″N 15°18′05″E / 60.1195°N 15.3013°E.

## Înființare
Situl Hagge 7:6 a fost declarat sit de importanță comunitară în aprilie 2004 pentru a proteja 1 specie de animale. Situl a fost protejat și ca arie specială de conservare în martie 2011.

## Biodiversitate
Situată în ecoregiunea boreală, aria protejată nu include niciun habitat protejat.
La baza desemnării sitului se află o specie protejată de  nevertebrate: fluturele auriu (Euphydryas aurinia).